# روبر گوفله
روبر گوفله (فرانسوی: Robert Gufflet‎; ۵ ژوئن ۱۸۸۳ – ۲ ژانویهٔ ۱۹۳۳) قایقران قایق بادبانی اهل فرانسه بود.